# Burnett Highway
De Burnett Highway is een weg in het binnenland van Queensland, Australië. 
De weg loopt grof gezien van noord naar zuid, van de splitsing van de Bruce Highway net ten zuiden van Rockhampton naar Nanango. De naam is afkomstig van de Burnett rivier, die de weg een aantal malen kruist.